# 格林納達棕翅鳩
格林納達棕翅鳩（學名Leptotila wellsi），又名威氏棕翅鳩，是新世界熱帶的一種鴿子。它們是小安的列斯群島中格林納達的特有種，也是當地的國鳥。它們現時處於極危狀況。

## 特徵
格林納達棕翅鳩的喉嚨白色，面部及前額呈粉紅色，冠及頸背呈深褐色，背部是橄欖綠色。翼底呈粟色，頸及上胸是粉紅色的， 下胸、腹部及尾底呈白色。

## 科學分類
格林納達棕翅鳩最初是於1884年由乔治·纽博尔德·劳伦斯（George Newbold Lawrence）所描述，並被分類在Engyptila屬中。 後來於1988年基於超聲圖象分析而被分類為獨立的物種。它們於1991年成為格林納達的國鳥。

## 分佈及棲息地
格林納達棕翅鳩是西印度群島格林納達的特有種。 歷史上紀錄了它們在格林納達及其離岸島嶼出沒，而其模式標本則是在西岸的Fontenoy採集。
一些研究指格林納達棕翅鳩與西部及西南部的乾旱森林。 乾旱森林的生態系統是更新世末期西印度群島的遺跡，但大部份現有所謂的乾旱森林都只是退化森林。現時格林納達棕翅鳩主要棲息在退化的常綠林。 這些環境的最大問題是非常接近人類居住的環境，並受到城市發展的壓力。
研究顯示格林納達棕翅鳩現正使用3種季節性森林，包括半常綠林、季節性落葉林及荊棘林地。 另外，近年的統計顯示它們在分散的半市區及郊區出沒。
在格林納達西南部也有紀錄格林納達棕翅鳩的出沒。 其中Hartman山被認為是它們的代表棲息地。 當中部份被定為國家公園，也是格林納達唯一的國家公園。它們也有在西部出沒。

## 行為

### 繁殖
格林納達棕翅鳩被假設是地盤性的，而現時的數量也是基於此假設來估計。 在Hartman山的格林納達棕翅鳩是會打鬥的，而其他棕翅鳩屬也有不同程度的地盤性行為。 例如在英格蘭飼養的Leptotila verrauxi就曾將其他新來的同屬物種殺死。
以往只曾有關一個鳥巢的紀錄。 於1月及2月該鳥巢仍然有被使用，並且是築在棕樹上。幼鳥也有在地上活動。 飼養的Leptotila verrauxi是會在受到騷擾的情況下放棄鳥巢，而它們的鳥蛋是呈淡黃色的，每次會生2隻蛋。

### 食性
格林納達棕翅鳩是會在地上覓食的。 飼養的Leptotila verrauxi則是會吃黃粉蟲，而其他棕翅鳩屬則會吃果實、種子及農作物。

## 保育
對於格林納達棕翅鳩的所知甚少。其野外數量估計只有少於100隻，而衰落是於1987年及1991年間出現。 在颶風伊凡（Hurricane Ivan）後它們的數量達至新低：於2005年4月至6月及8月至12月，它們在Hartman山的數量竟分別只有5隻及3隻。
格林納達棕翅鳩被世界自然保護聯盟列為極危。
格林納達政府連連同世界銀行集團於1996年在西部設立了兩個保育區來保護格林納達棕翅鳩。

### 威脅
格林納達棕翅鳩的主要威脅是棲息地的分散。人類活動令棲息地消失早於1947年就已被認為是西印度群島鳥類消失或變得稀有的主因。 土地發展、畜牧及伐林影響了它們群落的數量 在格林納達棕翅鳩的棲息地經常也有開採木炭的破壞。
再者，掠食也嚴重影響格林納達棕翅鳩的數量。入侵的黑耳負鼠及鼠負鼠屬都會掠食它們。其他入侵的包括大家鼠、紅頰獴、白額長尾猴及流浪貓。
獵殺以往也對格林納達棕翅鳩造成影響，但現已被受到限制。

## 外部連結
- Grenada Dove Campaign
- Four Seasons Project Report
- BirdLife Species Factsheet （页面存档备份，存于）